# Enicospilus gauldi
Enicospilus gauldi là một loài tò vò trong họ Ichneumonidae.